# Рюмин-Звенигородский, Иван Андреевич
Князь Иван Андреевич Звенигородский-Рюмин — голова, воевода и наместник во времена правления Ивана IV Васильевича Грозного. Рюрикович в XXI колене, из княжеского рода Звенигородских.
Сын князя Андрея Ивановича Рюмина-Звенигородского. Имел брата, князя и воеводу Афанасия Андреевича.

## Биография
Числился по Коломне в 3-й статье и пожалован в московское дворянство (1550). В Ливонском походе голова в полку князя Семёна Ивановича Микулинского (1559). Первый воевода во Ржеве, в Заволочье (1562-1563). Пятый воевода в Юрьеве Ливонском (1564-1565). Послан в Псков, в помощь князю Дмитрию Куракину для городового строения (1567). Воевода и наместник в Ругодиве (1568-1569). При посылке воевод из Казани на казанцев и луговую черемису, должен был идти из Алатыря (1573). Встречал в Можайске послов императора Максимилиана (1576).
По родословной росписи показан бездетным.